# Natuurwaarde
De natuurwaarde van een gebied is de waarde die aan een bepaald gebied wordt toegekend, gezien vanuit het perspectief van natuurbescherming. Ook  gebruikt men wel de term natuurkwaliteit. Vroeger gebruikte men andere termen zoals de wat beperktere term natuurhistorische waarde als tegenhanger van de cultuurhistorische waarde. Soms bedoelt men met natuurwaarde de waarde van de natuur voor de menselijke overleving of economie, al dan niet in geld uitgedrukt. Daarvoor wordt meestal de term ecosysteemdienst gebruikt.

## Criteria
Voor het bepalen van de natuurwaarde of natuurkwaliteit van een gebied kunnen verschillende criteria gebruikt worden. Belangrijke criteria zijn: de kwaliteit van de flora, de vegetatie, de fauna, het landschap en het ecosysteem, de geologische gesteldheid, onderzoeksbelang, cultuurhistorie, esthetiek, geografie, de omvang en de mate van verbinding of juist isolatie van het betreffende gebied.

### Soorten, levensgemeenschap, ecosysteem
Criteria met het oog op flora, vegetatie en fauna kunnen te maken hebben met de aanwezigheid van planten, plantengemeenschappen of dieren die zeldzaam, bedreigd en/of karakteristiek zijn.
- Kwaliteit van het ecosysteem: een criterium is de mate van vervangbaarheid van de levensgemeenschap en het biotoop. Vervangbaarheid slaat op de tijd die nodig is geweest of zou zijn voor de ontwikkeling van een vergelijkbaar goed ontwikkelde levensgemeenschap of ecosysteem en kan een maat vormen voor de natuurwaarde. Dit kan voor een deel worden bepaald door de actuele situatie te vergelijken met de potentieel natuurlijke vegetatie onder dezelfde abiotische milieufactoren. Bij de potentiële vegetatie kan het gaan om een vegetatie die pas na lange tijd (soms eeuwen) ontstaan is en dan min of meer in dezelfde toestand blijft bestaan, ook wel aangeduid als climaxvegetatie. Sommige climaxvegetaties zijn als ze eenmaal zijn verdwenen moeilijk meer in oorspronkelijke kwaliteit te herstellen omdat de omstandigheden waaronder deze vegetaties zich gevormd hebben, niet meer bestaan (voorbeeld: de meters dikke en uitgestrekte hoogveenvegetaties in het noorden van Nederland).
- Kwaliteit van de levensgemeenschappen op basis van soorten: de waarde kan worden bepaald aan de hand van
  1. de volledigheid van de lijst met voor de levensgemeenschappen kenmerkende soorten,
  2. de afwezigheid van storingssoorten, ruigtesoorten of van exoten en
  3. de zeldzaamheid van soorten.
- Aantal soorten biodiversiteit: een gebied kan de waarde ontlenen aan het feit dat er veel verschillende soorten voorkomen zonder dat bepaalde soorten overheersen. Het Nationaal beek- en esdorpenlandschap Drentsche Aa heeft een hoge natuurwaarde onder andere vanwege de grote soortenrijkdom aan hogere planten, maar ook een vuilstort kan soortenrijk zijn: in dit geval zijn andere criteria weer van belang zoals de vervangbaarheid. Met de aanwezigheid van soorten of de interactie tussen soorten via voedelketens binnen het betreffende gebied of tussen het gebied en gebieden elders kan de kwaliteit van het ecosysteem worden aangegeven. Relaties tussen ecosystemen kunnen ook verband houden met abiotische factoren: een bosrand met struweel kan grote invloed hebben op het microklimaat in het bos en zo weer op de vegetatie en fauna.
- Belang voor populaties van de verschillende soorten: een gebied kan zijn natuurwaarde ontlenen aan het feit dat het een belangrijk aandeel van de wereldpopulatie van een bepaalde (vogel)soort herbergt en de functie die het gebied heeft (zoals: tussenstop tijdens de trek, rustgebied, broedgebied) voor het overleven van de soort of populatie. Vergelijkbaar is het criterium van het aandeel endemen in het soortenbestand van het gebied.

### Geomorfologie
Criteria met het oog op geomorfologische gesteldheid en ontstaansgeschiedenis kunnen gaan over de zeldzaamheid, de gaafheid en de ongestoordheid van bepaalde structuren, het aan de oppervlakte komen van bijzondere aardlagen of de aanwezigheid van bijvoorbeeld bepaalde rotsformaties.

### Onderzoek
Soms doelt men bij natuurwaarde specifiek op de waarde voor natuurwetenschappelijk onderzoek, met name gericht op de flora, vegetatie, fauna en geologie. Vroeger heette dit de natuurwetenschappelijke waarde van een gebied.

### Landschap en cultuurhistorie
Criteria met het oog op het landschap betreffen de aanwezigheid van bepaalde (kleine) landschapselementen zoals molens, pingoruïnes en heggen, of bepaalde cultuurhistorische landschapspatronen (landschapsbeeld) zoals essenlandschappen in samenhang met geomorfologische patronen zoals stuwwallen. Sommigen rekenen 'landschap' en 'landschapsbeeld' niet direct tot natuurwaarde maar tot de cultuurhistorische waarde.

### Esthetiek
De natuurwaarde kan ook uitgedrukt worden in schoonheid, bijvoorbeeld kleur, variatie in ruimte, dynamiek. Vaak schaart men dit onder landschap. Vroeger werd natuurschoon wel gebruikt als term die schoonheid en biodiversiteit combineerde.

### Geografie
De natuurwaarde  hangt mede af van de omvang en positie. Een relatief groot gebied is vaak minder kwetsbaar voor randinvloeden en biedt vaak betere overlevingskansen voor soorten of populaties. Wanneer een gebied geïsoleerd ligt kan er een uniek systeem met unieke biodiversiteit ontstaan. Als gebieden te klein zijn kan migratie voor soorten een probleem vormen.
De Waddenzee heeft om verschillende redenen een hoge natuurwaarde: onder andere vanwege de voor het gebied karakteristieke zeehonden, het belang voor de vogeltrek, de typische geomorfologie en dynamiek, de schoonheid van het landschap en de omvang.

## Objecten en kenmerken als natuurwaarde
In het jargon van natuurbeschermers is het de laatste decennia gebruikelijk geworden om de term natuurwaarde ook op een andere manier te gebruiken. Men doelt met 'natuurwaarde' dan op een bepaald object of een kenmerk van een gebied. Men spreekt bijvoorbeeld over enkele zeldzame vogels of curieuze slenken als bijzondere natuurwaarden. De natuurwaarde van een gebied wordt dan bepaald door de aanwezigheid van 'natuurwaarden'.
Deze taalkundige en conceptuele onduidelijkheid leidt in de praktijk bij natuurbeschermers meestal niet tot verwarring.

## Natuurwaarde en milieukwaliteit
Mensgerichte aspecten van het natuurlijk milieu als schoon water, schone lucht of een schone bodem, rust en duisternis worden geschaard onder milieukwaliteit in de betekenis van kwaliteit van leefomgeving of leefmilieu. Hoewel het in de praktijk niet gebruikelijk is, kunnen deze aspecten ook onder natuurwaarde vallen.